# Sapromyza schnabli
Sapromyza schnabli är en tvåvingeart som beskrevs av Papp 1987. Sapromyza schnabli ingår i släktet Sapromyza och familjen lövflugor.
Artens utbredningsområde är Ungern. Inga underarter finns listade i Catalogue of Life.